# Communauté de communes Auzances Bellegarde
Die Communauté de communes Auzances Bellegarde ist ein ehemaliger französischer Gemeindeverband mit der Rechtsform einer Communauté de communes im Département Creuse in der Region Nouvelle-Aquitaine. Sie wurde am 27. Dezember 1995 gegründet und umfasste 26 Gemeinden. Der Verwaltungssitz befand sich im Ort Auzances.

## Historische Entwicklung
Mit Wirkung vom 1. Januar 2017 fusionierte der Gemeindeverband mit  
- Communauté de communes de Chénérailles sowie
- Communauté de communes du Haut Pays Marchois

und bildete so die Nachfolgeorganisation Communauté de communes Chénérailles, Auzances/Bellegarde et Haut Pays Marchois.

## Ehemalige Mitgliedsgemeinden
1. Arfeuille-Châtain
2. Auzances
3. Bellegarde-en-Marche
4. Bosroger
5. Brousse
6. Bussière-Nouvelle
7. Champagnat
8. Chard
9. Charron
10. Châtelard
11. La Chaussade
12. Le Compas
13. Dontreix
14. Fontanières
15. Lioux-les-Monges
16. Lupersat
17. Mainsat
18. Les Mars
19. Mautes
20. Reterre
21. Rougnat
22. Saint-Domet
23. Saint-Silvain-Bellegarde
24. Sannat
25. La Serre-Bussière-Vieille
26. Sermur